# Улица Орджоникидзе (Воронеж)
Улица Орджоникидзе — улица в исторической части Воронежа (Центральный и Ленинский районы), проходит от Улица 25 Октября и, прерываясь сквером имени Бунина, до улицы Платонова.
Протяжённость улицы около километра.

## История

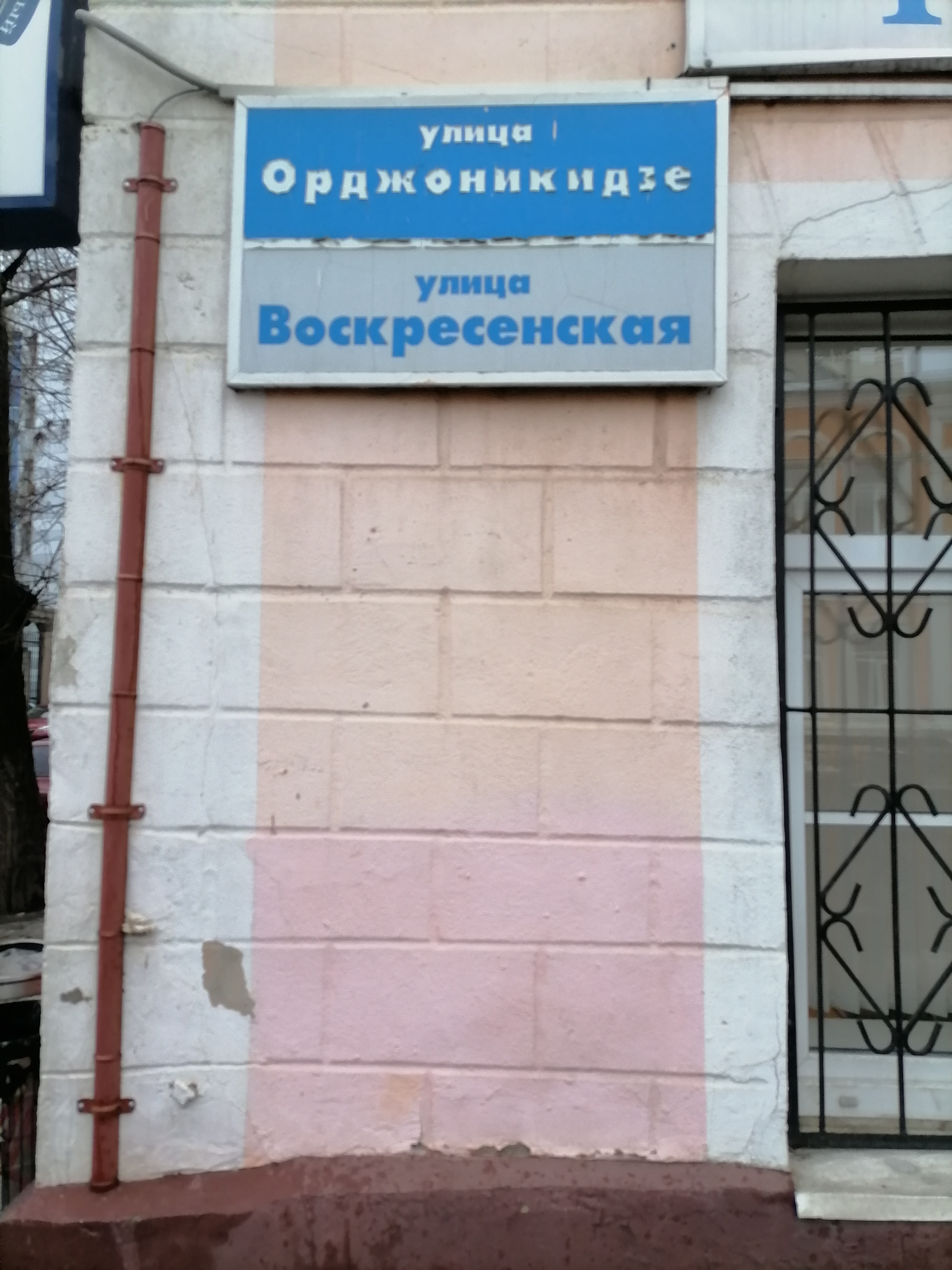

Проложена по территории ямской слободы, существовавшей здесь ещё в XVII веке. На своём старейшем участке, около Воскресенской церкви, улица сохранила черты «дорегулярной» планировки, сложившейся в середине XVIII столетия, другие участки претерпели серьёзные изменения при перестройке города после катастрофического городского пожара 1773 года по генплану 1774 года.
В Ямской слободе имелась деревянная церковь Косьмы и Дамиана (Космодамиановская, Космодемьяновская), на чертеже города 1690 года уже указанная как церковь Воскресения. Перестроенная в 1750—1760-х годах в кирпиче сейчас церковь является самым крупным храмом Воронежа эпохи барокко. Верхний этаж, освящённый в честь Воскресения Христова, был завершён в 1768 году.
Весной 1894 года, возвращаясь из Ростова-на-Дону в Москву, в доме юриста Г. А. Русанова на Воскресенской улице сутки гостил Л. Н. Тостой
В 1928 году улицу переименовали, она стала переулком М. П. Томского (1880—1936), крупного советского профсоюзного работника.
Современное название с 1936 года (после самоубийства Томского) дано улице в честь видного деятеля советского государства Серго Орджоникидзе (1886—1937).
Застройка улицы серьёзно пострадала в годы Великой Отечественной войны

## Достопримечательности
д. 17А — Дом Шуринова
д. 19 — Нечаевская богадельня
д. 19б — Воскресенская церковь
д. 26 — Рисовальная школа им. Пономарёвых / Мастерские, где работал художник А. А. Бучкури (1870—1942)
д. 41 — Дворянский земельный и крестьянский поземельный банк
Памятник жертвам белого террора

## Галерея

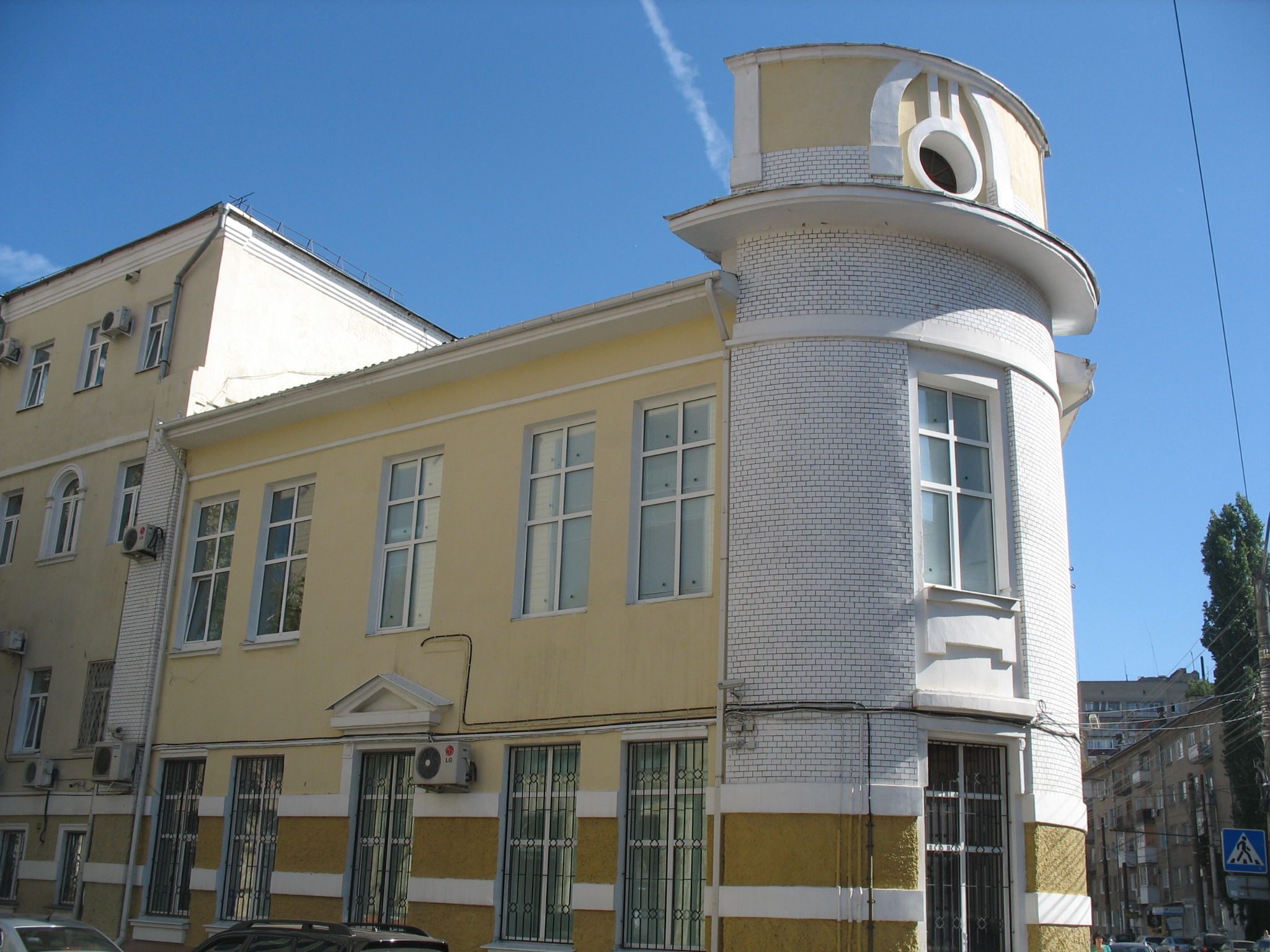
д. 41. Здание дворянского и крестьянского банков
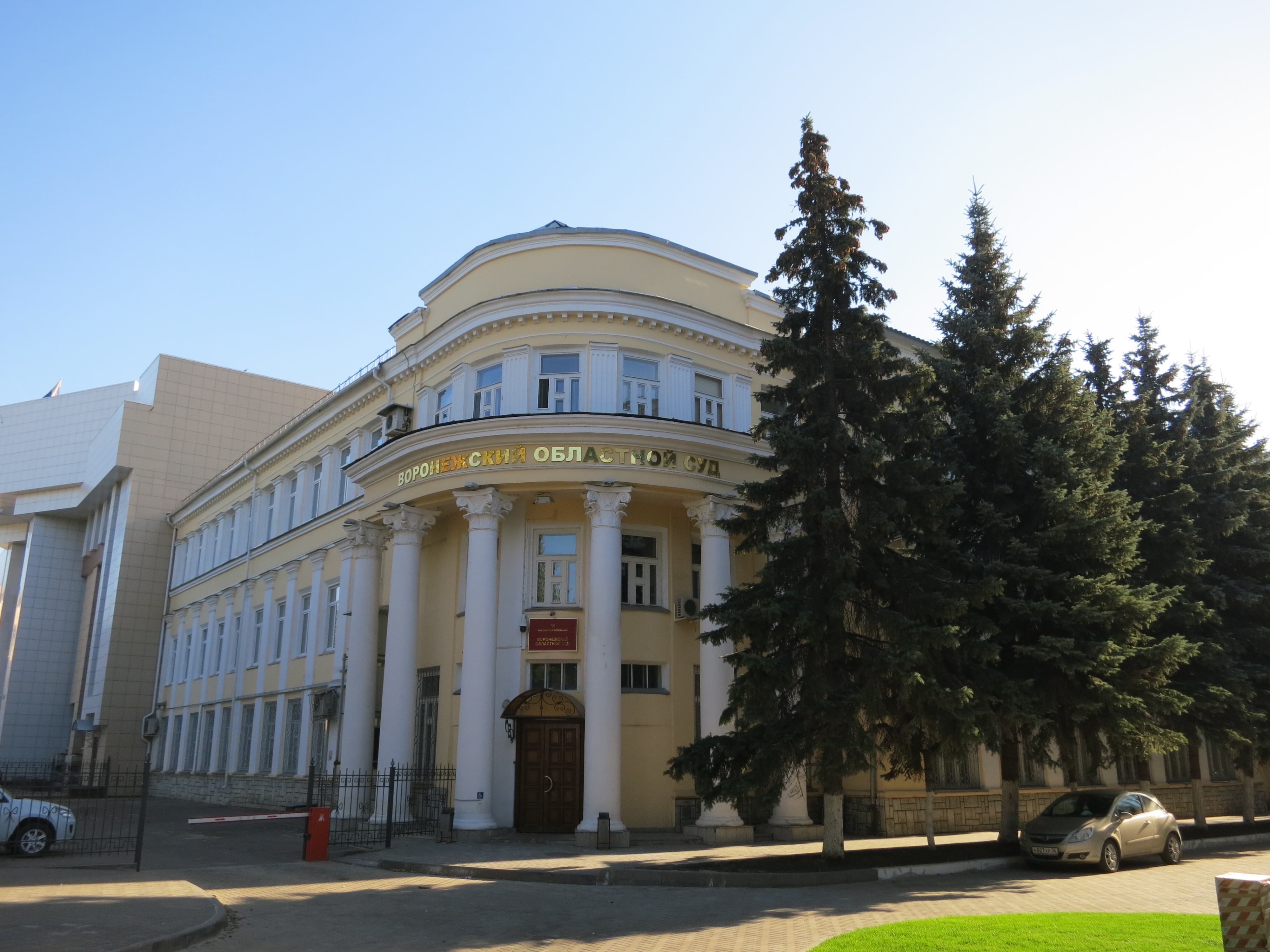
д. 39
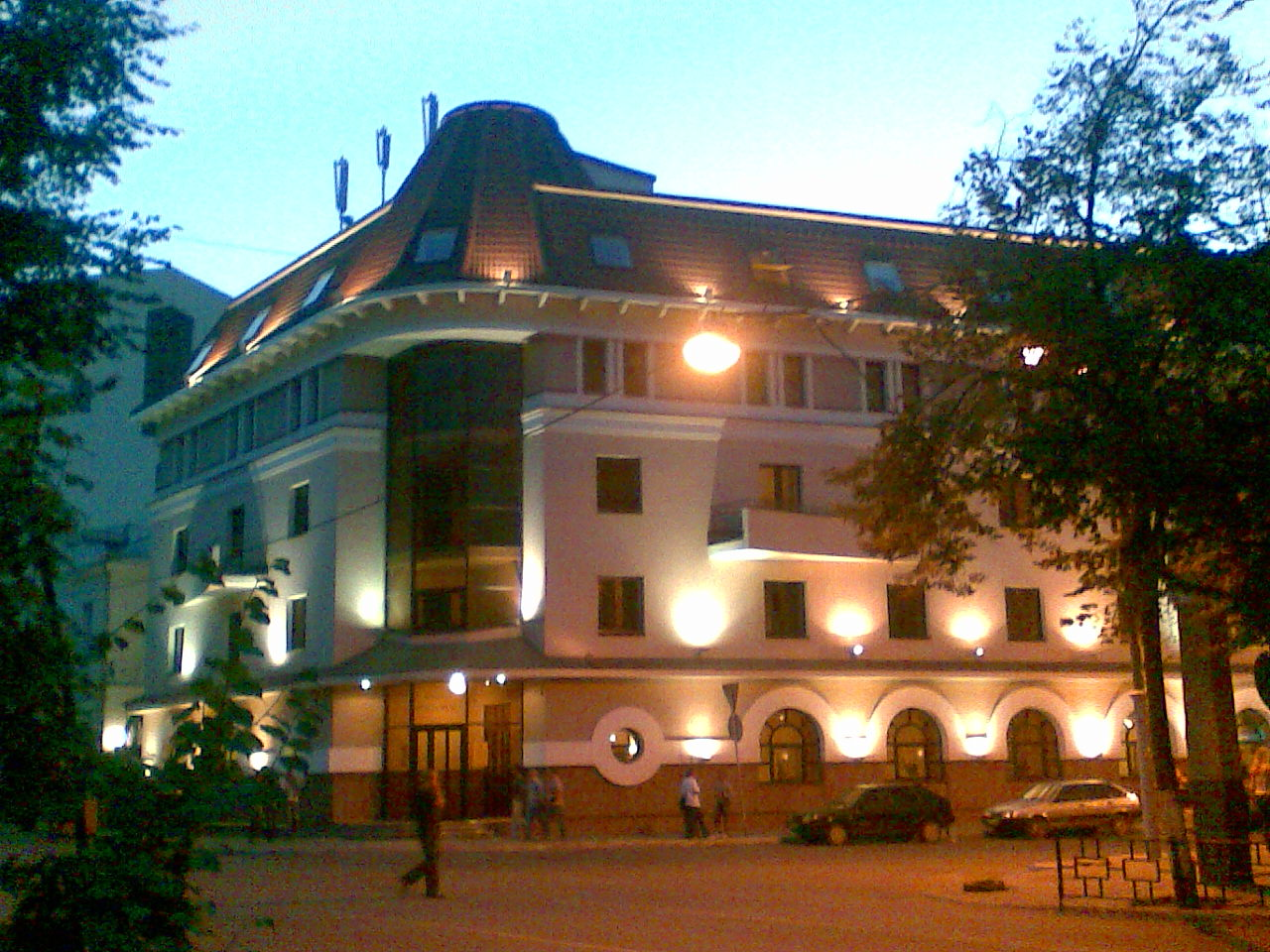
д. 5Б. «Арт-Отель»
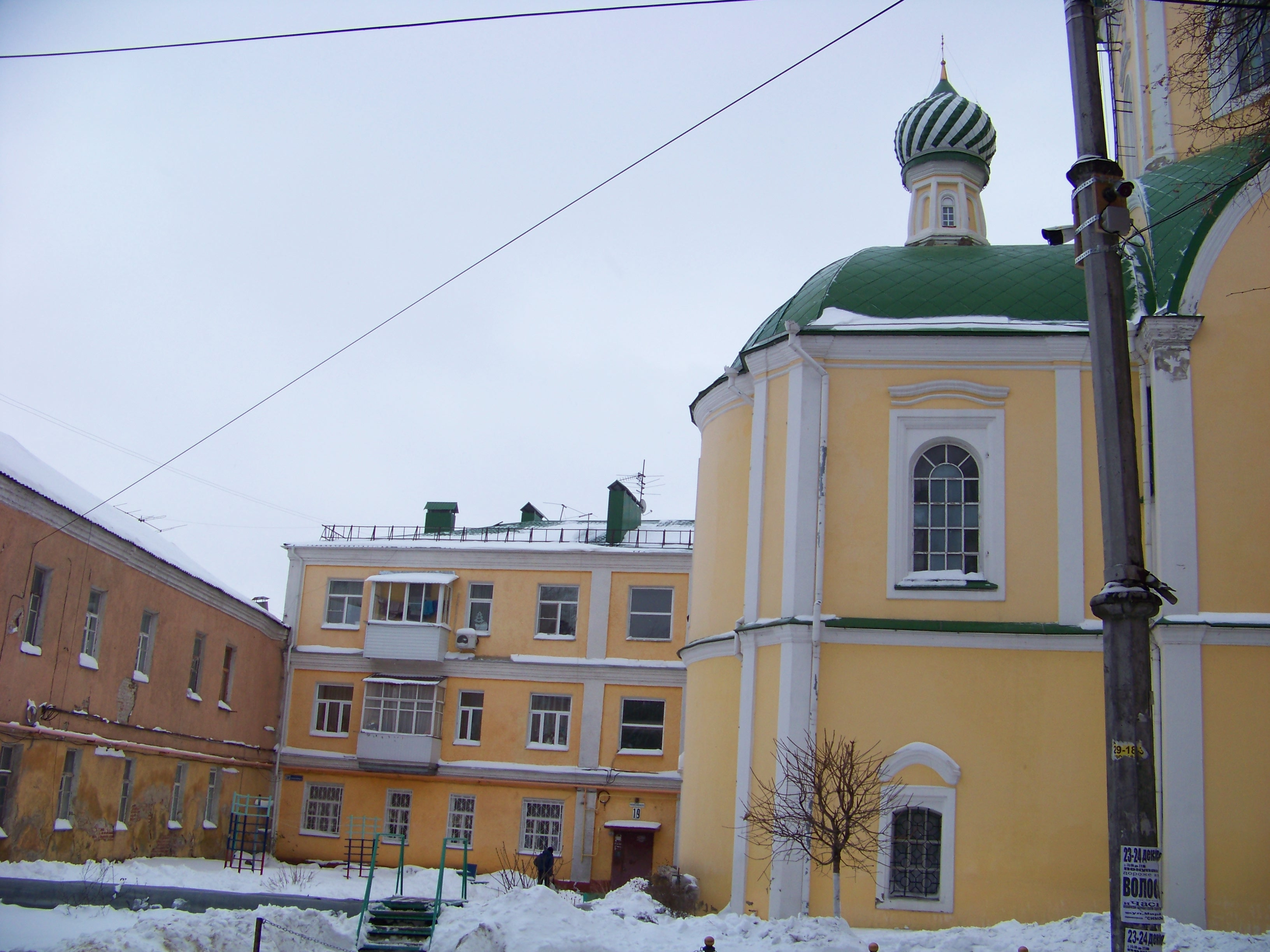
д. 17А. Жилой дом поручика М. М. Шуринова